# Pioneer 3
La Pioneer 3 venne lanciata il 6 dicembre 1958 dalla Army Ballistic Missile Agency in collaborazione con la NASA. La sonda era stata progettata per l'esplorazione lunare ma non riuscì ad oltrepassare la Luna e ad inserirsi in un'orbita eliocentrica come era stato pianificato. Gli obiettivi della sonda erano di misurare la radiazione all'esterno delle fasce di Van Allen usando due tubi Geiger-Müller e di testare il meccanismo della levetta di scatto per un esperimento fotografico lunare.

## La sonda
La Pioneer 3 era a forma di cono di 58 cm di altezza e con una base di 25 cm di diametro. Il cono era composto da un sottile rivestimento di vetroresina ricoperto con una patina dorata per renderlo conducibile elettricamente e dipinto con strisce bianche per mantenere la temperatura tra i 10 °C e i 50 °C. Sulla sommità del cono c'era un piccolo sensore che, combinato con il cono stesso, fungeva da antenna. La potenza veniva fornita da un anello di batterie al mercurio poste alla base del cono. Un sensore fotoelettrico si protendeva dal centro dell'anello. Era progettato con due fotocellule le quali si sarebbero attivate con la luce della Luna quando la Pioneer 3 si sarebbe trovata a circa 30000 km di distanza da quest'ultima. Al centro del cono c'erano un tubo di rifornimento del voltaggio e due tubi Geiger-Müller. Un trasmettitore con una massa di 0,5 kg trasmetteva un segnale di 0,1 W modulato in fase a una frequenza di 960,05 MHz. La potenza della portante modulata era di 0,08 W e la potenza diffusa effettiva totale era di 0,18 W. La sonda possedeva un meccanismo per la riduzione dello spin (rotazione) realizzato con due pesi da 7 grammi avvolti su un rocchetto. Il meccanismo si sarebbe attivato con un timer 10 ore dopo il lancio e i pesi avrebbero rallentato il momento angolare della sonda da 400 giri al minuto a 6 giri al minuto. In seguito il meccanismo e i pesi sarebbero stati rilasciati.

## La missione

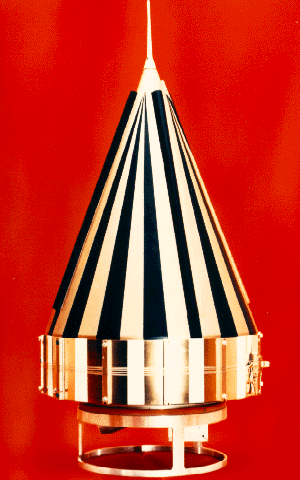
Pioneer 3

Il piano di volo della Pioneer 3 prevedeva di passare vicino alla Luna 33,75 ore dopo il lancio, inserendosi successivamente in un'orbita attorno al Sole. Tuttavia l'esaurimento del propellente causò lo spegnimento del motore del primo stadio con 3,7 secondi di anticipo, fatto che impedì alla sonda di raggiungere la velocità di fuga. L'angolo di inserimento era di 71° invece dei 68° pianificati e la sonda raggiunse un'altitudine di 102360 km prima di ricadere sulla Terra. Durante il rientro in atmosfera, bruciò sopra l'Africa il 7 dicembre verso le 19:51 UT ad una posizione stimata di 16,4° N e 18,6° E. La sonda inviò dati relativi alla telemetria per circa 25 delle sue 38 ore e 6 minuti di viaggio. Le altre 13 ore erano periodi di blackout dovuti alla posizione delle due stazioni di controllo. Le informazioni ricavate hanno mostrato che la temperatura interna della sonda rimase intorno ai 43 °C per la maggior parte del tempo.
Mentre la Pioneer 3 non raggiunse l'obiettivo primario della missione, ovvero il flyby della Luna, ottenne dati di particolare valore: James Van Allen, analizzando i dati della sonda sommati a quelli dei precedenti satelliti Explorer 1 ed Explorer 3, riuscì a scoprire l'esistenza di una seconda fascia di radiazioni attorno alla Terra. La radiazione venne intercettata a partire da qualche centinaio di chilometri dalla Terra e si estendeva per alcune migliaia di chilometri nello spazio. Le fasce di radiazioni che circondano la Terra vennero poi chiamate fasce di Van Allen in onore del suo scopritore.